# Обвал будинку в Тхане (2013)
Обвал будинку в Тхане — техногенна аварія в місті Тхане на заході штату Махараштра в Індії, що сталася 4 квітня 2013 року. При аварії житлового будинку загинули 74 людини, в тому числі 18 дітей та 23 жінки.
Будинок, що обвалився, налічував 7 поверхів, зводився нелегально і на момент обвалу був частково заселений сім'ями. Швидше за все, обвалення сталося через неякісне виконання будівельних робіт, які проводилися в екстреному режимі — будинок був зведений за 1,5 місяці.
За даними правоохоронних органів, будівництво будівлі велося відсутності необхідної документації.